# Йота Насоса
ι Насоса (Йота Насоса, лат. Iota Antliae) — звезда в созвездии Насоса. Находится на расстоянии около 190 световых лет от Солнца.

## Характеристики
ι Насоса представляет собой оранжевый гигант — звезду значительно крупнее и ярче нашего Солнца. Её видимая звёздная величина равна 4,6. В ядре ι Насоса на данном этапе звёздной эволюции израсходован практически весь запас водорода, доступный для термоядерной реакции. Поэтому, сместившись с главной последовательности, звезда станет красным гигантом, а затем сбросит внешнюю газовую оболочку, превратившись в белый карлик.